# IC 4775
IC 4775 ist eine Spiralgalaxie vom Hubble-Typ Sb im Sternbild Pfau am Südsternhimmel. Sie ist schätzungsweise 154 Millionen Lichtjahre von der Milchstraße entfernt.
Das Objekt wurde am 16. September 1901 von DeLisle Stewart entdeckt.